# Fenestella salicis
Fenestella salicis är en svampart som först beskrevs av Rehm, och fick sitt nu gällande namn av Pier Andrea Saccardo 1883. Fenestella salicis ingår i släktet Fenestella och familjen Fenestellaceae.   Inga underarter finns listade i Catalogue of Life.